# Paint Drying
Pour les articles homonymes, voir Paint.
Pour plus de détails, voir Fiche technique et Distribution.
Paint Drying (Séchage de la peinture en français), est un film expérimental britannique de 2016 produit, réalisé et tourné par Charlie Shackleton. Il a créé le film pour protester contre la censure cinématographique au Royaume-Uni et le coût parfois prohibitif pour les cinéastes indépendants qu'impose l'exigence de classification du British Board of Film Classification (BBFC). Le film consiste en 607 minutes (10 heures et 7 minutes) d'une vue statique de peinture blanche séchant sur un mur de briques. Shackleton a réalisé ce film pour obliger le BBFC à visionner les dix heures afin d'attribuer une classification par âge au film. Il a d'abord tourné 14 heures de séchage de peinture en résolution 4K et a lancé une campagne Kickstarter pour payer le tarif à la minute du BBFC pour un film aussi long que possible. Cette campagne a permis de récolter 5 936 livres sterling auprès de 686 donateurs. Après avoir examiné le film, la BBFC lui a attribué la note « U » pour « Universal », indiquant « aucun matériel susceptible d'offenser ou de blesser ».

## Synopsis
Film non narratif, Paint Drying se compose de 607 minutes (10 heures et 7 minutes) d'une vue statique de peinture blanche séchant sur un mur de briques. Le film entier est un seul plan continu et il n'y a pas de son,. Il tire son titre de l'expression anglaise « like watching paint dry » (comme regarder de la peinture sécher), qui fait référence à quelque chose de très fastidieux ou d'ennuyeux.

## Production

### Contexte et conception
Charlie Shackleton (en) (connu sous le nom de Charlie Lyne jusqu'en 2019) est un cinéaste indépendant britannique. Il a écrit, réalisé et produit plusieurs films indépendants, tels que ses films documentaires de type essai Beyond Clueless (en)(2014) - son premier film en tant que réalisateur - et Fear Itself (en) (2015),. Le British Board of Film Classification (BBFC) est l'autorité responsable de la classification nationale et de la censure des films projetés dans les cinémas et des œuvres vidéo diffusées sur des supports physiques au sein du Royaume-Uni. Tous les réalisateurs qui souhaitent sortir un film dans les cinémas britanniques doivent recevoir une classification du BBFC ou une exemption de l'autorité locale,. En 2015, il en coûtait 101,50 £ plus 7,09 £ par minute de durée d'exploitation pour faire examiner un film par le BBFC,.

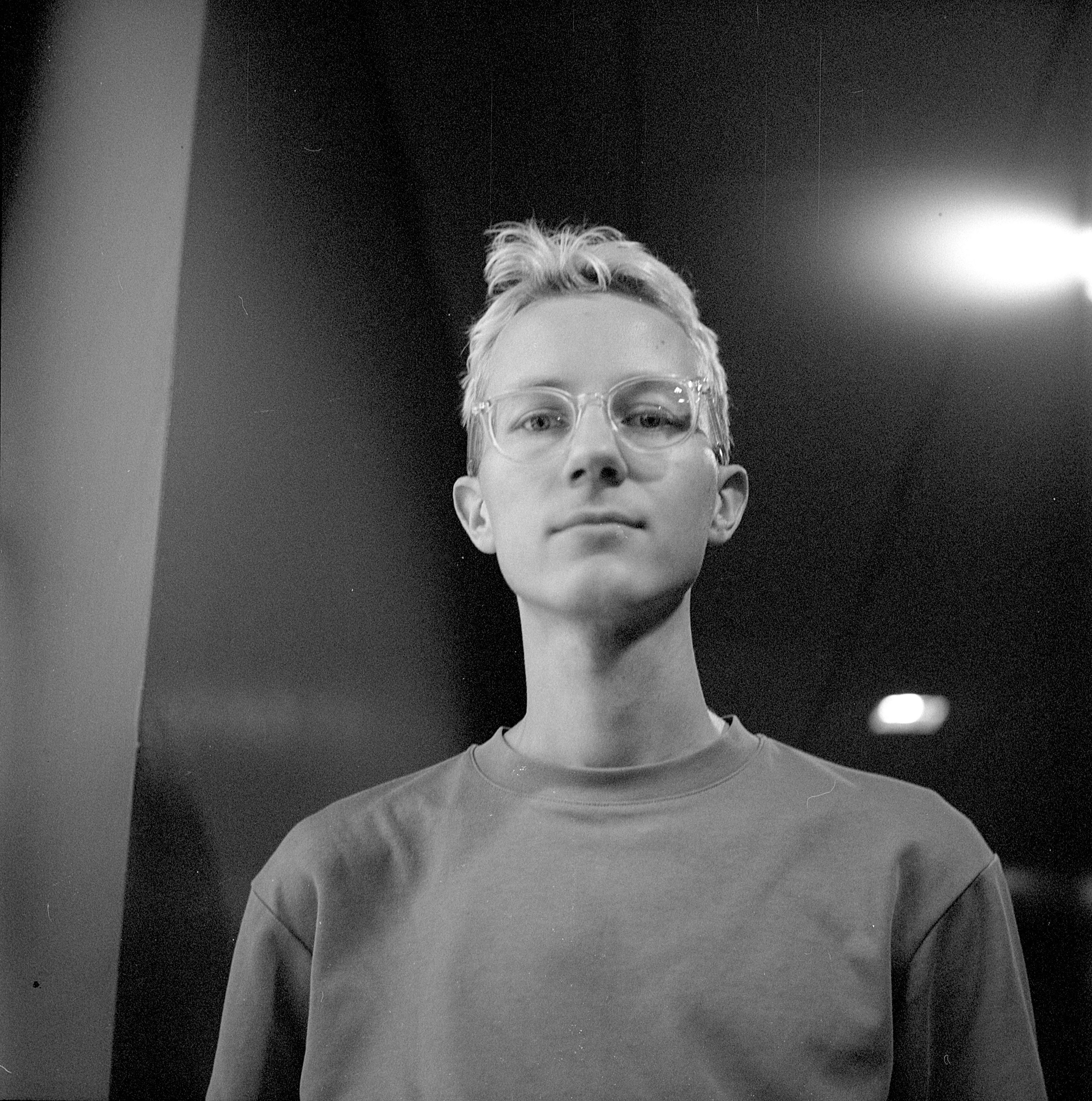
Charlie Shackleton en 2022.

Paint Drying est une protestation contre la censure des films au Royaume-Uni et le coût injuste imposé aux cinéastes indépendants par l'obligation de classification du BBFC,. Selon Shackleton, « ce projet [Paint Drying] est l'aboutissement d'une décennie passée à pester sans but contre le BBFC - une décennie qui a commencé quand j'avais 13 ans ». Shackleton déclare que son dégoût pour le BBFC a commencé lorsqu'il a lu la section des faits divers sur IMDb pour le film Fight Club de 1999, et qu'il s'est rendu compte que la version qu'il avait vue avait été censurée par le BBFC en coupant six secondes pour « réduire le sentiment de plaisir sadique à infliger de la violence ». Shackleton a été consterné, déclarant que « si nous censurons l'art sur la base que quelqu'un quelque part pourrait être blessé par lui, il ne nous restera plus d'art du tout". Faut-il interdire le White Album parce que Charles Manson a utilisé Helter Skelter pour justifier un meurtre ? ».
Pour protester contre le tarif à la minute de la BBFC pour la classification des films, Shackleton a déclaré que le coût moyen d'une classification par âge pour les cinéastes indépendants pouvait dépasser 1 000 £, ce qui représentait une lourde charge financière pour la plupart des cinéastes indépendants. Selon Shackleton, le certificat de la BBFC pour son premier film autodistribué, Beyond Clueless, a coûté 867,60 £, ce qui représentait environ 50 % de son budget de distribution. Shackleton a déclaré qu'il connaissait plusieurs projets de sorties cinématographiques de cinéastes indépendants qui ont dû être abandonnés en raison du coût trop élevé, ce qui, a-t-il ajouté, était« terrible pour la culture cinématographique britannique ». Il a conçu l'idée de réaliser un film sur le séchage de la peinture alors qu'il assistait à un événement pour cinéastes au BBFC en 2013. Il s'attendait à un conflit entre les examinateurs du BBFC et les cinéastes en visite, mais il a été surpris de constater qu'il n'y avait pas de tel désaccord ; Shackleton a ajouté qu'au contraire, de nombreux cinéastes présents semblaient soutenir le BBFC. Il désapprouvait également les examinateurs qui discutaient de la censure de certains films et de la justification d'une telle action.

### Tournage, montage et campagne Kickstarter

Paint Drying a été réalisé pour obliger le British Board of Film Classification (BBFC) à visionner les dix heures du film afin de lui attribuer une classification par âge.

Shackleton a initialement tourné 14 heures de séquences de peinture blanche en train de sécher en résolution 4K. L'emplacement du mur qui a été peint n'a pas été divulgué. Le 16 novembre 2015, Shackleton a ouvert une campagne Kickstarter pour rendre la durée du film aussi longue que possible. Les fonds recueillis seraient consacrés au coût de la classification par âge, la durée finale du film étant résolue en fonction de la somme recueillie grâce à la campagne. Le 18 novembre, le film avait récolté 961 livres sterling, soit 2 heures et 1 minute de métrage, et une personne non affiliée à la campagne avait créé un site web permettant de suivre en temps réel la durée de Paint Drying. Le 20 novembre, le film avait récolté 3 147 livres sterling, soit plus de sept heures de métrage. Le 23 novembre, Paint Drying avait atteint 4 000 £. Shackleton a déclaré qu'il tournerait plus de séquences si la campagne Kickstarter récoltait plus de 6 057 £ (soit 14 heures de séquences), mais cela ne s'est finalement pas produit,.
Shackleton a déclaré au Daily Telegraph qu'il espérait que le crowdfunding d'une classification BBFC pour le film montrerait combien de personnes sont préoccupées par la censure cinématographique au Royaume-Uni, ajoutant que la perspective de faire regarder de la peinture sèche aux examinateurs du BBFC était humoristique. Shackleton a reconnu que Paint Drying n'aurait probablement pas un grand impact sur la censure cinématographique au Royaume-Uni, mais il espérait néanmoins que cela encouragerait les gens à débattre des pratiques du BBFC. Il a également déclaré que les gens acceptaient le BBFC uniquement en raison de son âge, affirmant que si une organisation similaire était fondée aujourd'hui pour censurer la littérature ou la musique, il y aurait une indignation publique. La campagne Kickstarter s'est terminée le 31 décembre 2015, après avoir recueilli 5 936 £ auprès de 686 donateurs, ce qui équivaut à 731 minutes (12 heures et 11 minutes) de métrage, qui a été raccourci à 10 heures et 7 minutes après les frais de Kickstarter et la taxe sur la valeur ajoutée,.
La campagne a également reçu des dons de personnes extérieures au Royaume-Uni, ce qui a surpris Shackleton qui pensait que les non-Britanniques ne comprendraient pas l'autorité de la BBFC. Il a conclu que la censure était malheureusement un « concept assez universel ». Shackleton a également déclaré que des cinéastes du monde entier, en particulier d'Australie et d'Inde, soutenaient Paint Drying. Bien que les donateurs aient suggéré à Shackleton d'insérer secrètement un pénis dans une seule image de Paint Drying, il a finalement décidé de ne pas le faire car il pensait que cela aurait nui à l'intérêt du film.

## Sortie

### Classification
Le Digital Cinema Package que Shackleton a soumis à la BBFC pour classification pesait 310 gigaoctets. En raison de la longueur du film, les examinateurs de la BBFC ont divisé leur visionnage en deux sessions sur deux jours consécutifs, la majorité étant visionnée le 25 janvier. Pour coïncider avec l'examen, Shackleton a tenu une session de questions-réponses " Ask Me Anything " (Demandez-moi n'importe quoi) sur le forum américain Reddit, au cours duquel il a déclaré qu'il n'avait pas lui-même regardé le film dans son intégralité. Le post de Shackleton a reçu des centaines de commentaires en l'espace d'une journée et est devenu le post le plus important du subreddit ce jour-là. Le 26 janvier, après avoir examiné le film, la BBFC lui a attribué la note "U" pour "Universal", indiquant « aucun matériel susceptible d'offenser ou de blesser »,,. Après avoir reçu une copie numérique du certificat, Shackleton a tweeté qu'il s'agissait de "5 936 livres sterling bien dépensées".
En réponse à la protestation, le BBFC a déclaré qu'il classerait le film comme n'importe quelle autre proposition. Il a ajouté que « le BBFC est une organisation à but non lucratif qui s'efforce de protéger les enfants des contenus susceptibles de présenter des risques de préjudice et de donner au public, en particulier aux parents, les moyens de faire des choix éclairés en matière de visionnage. Il met en œuvre des lignes directrices de classification qui reflètent l'évolution des attitudes sociales à l'égard des contenus médiatiques par le biais de consultations et de recherches publiques proactives ». Le BBFC a également noté que sa seule source de revenus est constituée par les frais de ses services,. Paint Drying n'est pas le film le plus long à avoir été classé par le BBFC - le film français Out 1 (1971) dure 773 minutes (12 heures et 55 minutes) et a été classé par le BBFC en 2015. Il a été interdit aux moins de 15 ans pour "langage très vulgaire",.

### Réception
Bien que Shackleton n'ait pas prévu de sortie en salle, il a déclaré le 25 janvier 2016 qu'il était en pourparlers avec un cinéma de Londres pour une éventuelle diffusion du film,. Shackleton a prévu que le film soit suivi d'un débat public sur la censure cinématographique. Il a ajouté par la suite qu'« il faudrait réfléchir à la manière de le montrer. Je ne peux pas imaginer que beaucoup de gens puissent tenir jusqu'au bout », précisant que le film devrait être projeté dans un cadre permettant aux gens d'entrer et de sortir de la salle. L'A.V. Club déclare qu'un « director's cut de 14 heures est vraisemblablement à venir », et Gizmodo a déclare que le téléchargement du film sur YouTube serait l'endroit idéal pour que sa « brillance cinématographique » soit disponible en permanence pour tout le monde.

### Après la sortie
Le 1er mars 2016, Paint Drying a fait l'objet d'un essai vidéo de l'émission française Blow Up, diffusé par Arte. Le présentateur Philippe Truffault y compare positivement le film à Wavelength (1967), un film structurel consistant en un zoom avant progressif sur une pièce. Dans un article qu'il a écrit pour Vice en avril 2017, Shackleton réfléchissant à Paint Drying, déclare que le BBFC n'avait pas changé depuis sa protestation et « continuait à interdire purement et simplement les films ». Le 15 octobre 2018, Paint Drying a été présenté dans un épisode de l'émission britannique QI. En 2022, l'universitaire Arina Pismenny a qualifié Paint Drying d'exemple d'art objectivement ennuyeux, mais intéressant compte tenu de son contexte.